# Ильин, Яков Ильич
Я́ков Ильи́ч Ильи́н (8 [20] апреля 1896, Нижнее Котнырево, Вятская губерния — 1959, Горьковская область) — удмуртский писатель

, поэт, учёный, литературный критик, библиограф

.
В 1931 году — первый директор Удмуртского научно-исследовательского института истории, языка и литературы.
Автор библиографического указателя «Рой книг» — первого тематического указателя книг и статей об удмуртах, вышедших с 1762 по 1928 год.

## Биография
Родился 8 (20) апреля 1896 года в д. Нижнее Котнырево (ныне — в Алнашском районе Удмуртии) в крестьянской семье.
Участник Первой мировой и Гражданской войн.
В 1919—1920 годах учился в Вятском пединституте.
В 1921 году возглавил Елабужские учительские курсы, организовал их переезд из Елабуги в Можгу и преобразование в Можгинский педагогический техникум, являлся его директором до 1926 года.
В 1926 году (в возрасте 40 лет) поступил в аспирантуру московского НИИ народов советского Востока при ЦИК СССР, которую окончил в 1930 году.
В 1930—31 годах преподавал на отделении национальных меньшинств в Ленинградском государственном педагогическом институте имени А. И. Герцена.
В 1931-32 годах — директор только созданного Удмуртского научно-исследовательского института истории, языка и литературы.
Арестован по «Делу СОФИН» 10 мая 1932 года, обвинён по пп. 10 ст. 58 УК РСФСР, осуждён 9 июля 1933 года, приговор: 5 лет.
Дальнейшая судьба неизвестна.
По данным общества «Мемориал», ссылающегося на Книгу памяти Республики Удмуртия «Погиб в ГУЛАГе. Реабилитирован в 1956.», дата смерти не указана, что противоречит всем остальным источникам, согласно которым приговор отбывал в ссылке в Горьковской области, и умер в 1958 или 1959 году.

## Творчество и труды
Первые стихи были опубликованы в антологии «Удморт кылбуръёс. Вотские стихотворения в Глазовском наречии», Вятка, 1919.
В повести «Шудо вапум» («Счастливая эпоха», 1920) попытался осмыслить революцию как пришествие посланца бога.
Выступал как публицист и литературный критик. Принимал участие в дискуссии о путях развития и задачах удмуртской литературы.
Составил словарь удмуртского языка «Пичи кылбугор» («Малый словарь», Ижевск, 1924).
Автор уникального издания «Рой книг: Собрание книг и статей об удмуртах (вотяках) областных и внеобластных» (Ижевск, 1929), представляющего собой первый тематический библиографический указатель книг и статьей (около 750 записей), выходивших на протяжении с 1762 по 1928 годы.